# Старт (футбольний клуб, Ташкент)
Футбольний клуб «Старт» або просто «Старт» — професійний узбецький футбольний клуб з міста Ташкент.

## Історія
Футбольний клуб було засновано в 1950 році. В перші роки свого існування клуб доволі часто змінював назви («Крила Рад», «Машбуд», «Старт»). Також в 1950 та 1951 роках команда перемагала в Кубку Узбецької РСР з футболу. Функціонування клубу можна розділити на два періоди: 1950—1961 та 1978—1991 роки. Найкращим досягненням за перший період свого існування стало 11-те місце (з 16 команд-учасниць), яке клуб посів у сезоні 1961 року в Другій лізі Чемпіонату СРСР. У Кубку СРСР найкращим результатом став вихід у 1/16 фіналу в сезоні 1951 року. 9 вересня 1961 року вийшла Постанова Президії Центральної ради спортивних товариств і організацій СРСР, за якою команду було виключено з розіграшу чемпіонату СРСР (клас «Б»), після 23 турів (в останніх матчах команді зараховані поразки), за невиконання умов участі в змаганнях.
В 1978 році футбольний клуб «Старт» було відроджено, тепер команда представляла футбольну школу Хамзинського району міста Ташкент. В 1978 та в період з 1980—1984 роки команда виступала у Другій лізі Чемпіонату СРСР з футболу. Найкращими результатами в цьому змаганні були 4-те місце (з 19 команд-учасниць), яке команда посідала в сезонах 1980 та 1982 років. Найкращим досягненням в Кубку СРСР став вихід у 1/16 фіналу в сезоні 1991 року.

## Досягнення
- Кубок Узбецької РСР з футболу
  -  Володар (2): 1950, 1951
- Кубку СРСР
  - 1/16 фіналу (2): 1951, 1991

## Відомі тренери
- Михайло Арустамов (1961)
- Віталій Віткалов (1980—1985)